# The Broken Rose
The Broken Rose è un cortometraggio muto del 1914. Il nome del regista non viene riportato nei credit del film.

## Trama
Quando nella vita di due giovani che, fin da piccoli, avevano dimostrato caratteri differenti, entra una ragazza di cui entrambi si innamorano, la loro diversa natura provocherà un conflitto che rivelerà la natura nobile del primo e quella vile del secondo.

## Produzione
Il film fu prodotto dalla Biograph Company.

## Distribuzione
Distribuito dalla General Film Company, il film - un cortometraggio in una bobina - uscì nelle sale cinematografiche statunitensi il 24 ottobre 1914.